# Josef Vaverka
Josef Vaverka (5. prosince 1893 Ubušín – 31. srpna 1975 Brno) byl profesor železničního stavitelství, uznávaný odborník v oblasti železničního svršku a spodku, v padesátých letech rektor Vysoké školy stavitelství v Brně a děkan fakulty inženýrského stavitelství na VŠSt. Stál u zrodu bezstykové koleje.
Josef Vaverka se narodil do rodiny tkadlece Josefa Vaverky a jeho ženy Františky, roz. Konečné. První vzdělání získal v dvoutřídce v rodném Ubušíně, po které pokračoval na měšťanské škole v Bystřici nad Pernštejnem. Maturoval v roce 1912 na reálce v Novém Městě na Moravě. Vysokoškolské studium zahájil téhož roku na C. k. české technické vysoké škole Františka Josefa v Brně (dnešní VUT Brno). V roce 1915 přerušila jeho studium první světová válka, které se aktivně účastnil. O rok později byl na východní frontě zajat, ale přešel k legiím, se kterými se dostal do Francie. Po válce dokončil studium na ČVUT v Praze, kde absolvoval v roce 1920. Později, v roce 1926 (či 1925) získal na ČVUT doktorát technických věd.
Od roku 1920 do roku 1922 působil v projekční kanceláři Ministerstvo národní obrany, v této době, konkrétně 4. května 1921, se také oženil s Josefou Pavlů. V letech 1923–1950 zastával různé funkce u Československých státních drah, např. v Chrudimi, Svitavách, včetně funkce ředitele státních drah v Brně. Za 2. světové války byl jako bývalý legionář pro nespolehlivost z ředitelství ČSD propuštěn. Do roku 1945 pracoval jako dělník ve mlýně a poté jako vedoucí pily Vír, po válce se k ČSD vrátil.
Od roku 1950 se věnoval i pedagogické práci, do roku 1952 přednášel o železničních stavbách jako externista na Vysoké škole technické v Brně, po jejím zániku na Vysoké škole stavitelství (VŠSt) a na Vojenské technické akademii. Od počátku roku 1953 do roku 1965 byl řádným profesorem železničního stavitelství na VŠSt v Brně. V letech 1953 až 1955 byl rektorem VŠSt, později ve školních letech 1957/1958 a 1958/1959 byl děkanem Fakulty
inženýrského stavitelství téže školy. V letech 1953 až 1960 externě spolupracoval s Výzkumným ústavem dopravním v Praze jako vědecký poradce. V roce 1956 mu byla udělena vědecká hodnost doktor věd.
Nosným dílem jeho vědecké práce se stala technologie bezstykové koleje, kde poskytl jak teoretické zdůvodnění pokrokové konstrukce železničního svršku, tak i návrh realizace včetně údržby. Bezstykové koleje jsou při provozu bezpečnější, poskytují větší komfort cestujícím a snižují náklady na údržbu kolejí a obručí kol. Publikoval v odborných časopisech, společně s prof. Ferdinandem Klimešem připravili první celostátní učebnici „Železniční stavitelství I.“. Vaverkovy myšlenky propagoval a v jeho práci pokračoval Doc. Ing. Břetislav Havíř, CSc.
Josef Vaverka byl nositel Řádu práce a laureát státní ceny Klementa Gottwalda. V roce 2001 byla J. Vaverkovi udělena Cena města Brna za oblast technického pokroku.